# Apamine
L'apamine est une neurotoxine que l'on retrouve dans le venin des abeilles et guêpes. Elle agit en bloquant les canaux potassiques sensibles au calcium du système nerveux.

Les docteurs Christiane Mourre, Nicolas Maurice dans les équipes de Marianne Amalric et Lydia Kerkerian(Aix-Marseille Université et CNRS), membres du programme DHUNE pour lutter contre les maladies neurodégénératives (dhune.org) et le docteur A. Hartmann (Institut du Cerveau et de la Moëlle épinière ICM) ont montré que l’apamine augmente la sécrétion de dopamine. Cette découverte est particulièrement intéressante en début de maladie de Parkinson, lorsqu’il reste encore des neurones dopaminergiques, car elle relance leur production et parallèlement freine leur destruction.